# Андронов, Евгений Сергеевич
Евгений Сергеевич Андронов — советский пловец в ластах.

## Карьера
Подводным спортом начал заниматься в клубе подводного спорта «Дианема» при Красноярском политехническом институте. Первым тренером была О. Московченко. Позже выступал за СКА (Новосибирск), где его тренировал А. Тырин, и СКА (Смоленск). Многократный чемпион СССР и РСФСР.
На первом чемпионате мира стал двукратным чемпионом в эстафетах и вице-чемпионом на 200- метровой дистанции.
В 1977 году стал трёхкраным чемпионом Европы. В сезоне 1997-98 был обладателем Кубка мира в комплексном зачёте.
Также занимался подводным ориентированием, где неоднократно становился чемпионом СССР.
После окончания спортивной карьеры работал тренером Томске, в данный момент в Смоленске.
Изобрел уникальную технологию производства моноласты.